# Cosmin Frăsinescu
Cosmin Frăsinescu est un footballeur roumain né le 10 février 1985 à Bacău.

## Carrière
- 2001-02 : FC Baia Mare  Roumanie
- 2002-03 : FC Baia Mare  Roumanie
- 2003-04 : Gloria Bistrița  Roumanie
- 2004-05 : Gloria Bistrița  Roumanie
- 2005-06 : Gloria Bistrița  Roumanie
- 2006-07 : Gloria Bistrița  Roumanie
- 2006-07 : Forex Brașov  Roumanie
- 2007-08 : Gloria Bistrița  Roumanie